# Brecht (voornaam)
Brecht is een voornaam die gebruikt wordt voor zowel meisjes als jongens. De betekenis is 'helder', 'schitterend', glanzend'. De naam is een verkorting van Germaanse namen als Albrecht (Albert), Robrecht (Robert) of Gijsbrecht. De variant Brechtje wordt vrijwel uitsluitend gebruikt als meisjesnaam.
Er zijn verschillende bekende personen met Brecht of Brechtje als voornaam:
- Brecht Lippens - Belgische inline skater
- Brecht Capon - Belgisch voetballer
- Brecht Dejaegere - Belgisch voetballer
- Brecht Devoldere - Belgisch radiomaker
- Brecht Dewyspelaere - Belgisch volleyballer
- Brecht Evens - Belgisch striptekenaar en illustrator
- Brecht van Hulten - Nederlands presentatrice
- Brechtje Kat - Nederlandse actrice
- Brecht Kramer - Nederlands schaatsster
- Brecht Verbrugghe - Belgisch voetballer
- Brecht Vermeulen - Belgisch politicus
- Brecht Willemse - Nederlands politica en verzetsstrijdster

## Andere toepassingen
Er zijn verschillende plaatsen die Brecht heten. Er is een plaats Brecht in de provincie Antwerpen, en in de Duitse deelstaat Rijnland-Palts is ook een plaats Brecht. Brecht is soms ook een achternaam, voorbeelden daarvan zijn Bertolt Brecht, Duits auteur en George Brecht, Amerikaanse kunstenaar.